# Gottfried Wilhelm Leibniz
Gottfried Wilhelm Leibniz (født 1. juli 1646, død 1716), tysk rationalistisk filosof, matematiker og politisk rådgiver.
Han arbejdede ihærdigt for at skabe en religiøs verdensfred, idet han søgte at forene videnskab og religion i en helhed. Han arbejdede også med en ide om et folkenes forbund, der skulle bygge på staternes ligeret. Han anses for den sidste polyhistor, der beherskede hele sin samtids viden og kundskab.

## Filosofi
Leibniz udviklede differential- og integralregningen uafhængigt af Isaac Newton cirka 10 år efter Newtons udgivelse.
Derudover er han kendt for sin opdeling af verden i et uendeligt antal metafysiske substanser kaldet Monader, beskrevet i Monadologie 1714, og som er det materielles essens. Leibniz mener, at hvis den materielle verdens essens er udstrækning, som Descartes redegjorde for i sine Meditationer, medfører dette, at de materielle legemer kan deles i en uendelighed, og derfor er det absurd at tildele materien udstrækning som essens. I modsætning til Descartes´ dualistiske verdensbillede har Leibniz et monistisk verdensbillede i form af en værensform, nemlig monaderne, som dog må siges at repræsentere et pluralistisk verdensbillede med et uendeligt antal monader – altså værenssubstanser. Disse monader har "ingen vinduer", er altså et lukket 'system,' som ikke kan påvirkes, og i følge Leibniz´ metafysik har Monaderne (af Gud) en præetableret harmoni, som sørger for verdensordenen. Den materielle verden er ifølge Leibniz udelukkende en fænomenverden.

### Erkendelsesteori
Der eksisterer kun to arter af sande domme:
1. Domme der nødvendigvis er sande, altså fornuftsandheder.
2. Faktiske sandheder, altså sandheder, der faktisk er sande, men ikke nødvendigvis er det.

## Matematik

### Infinitisimalregning
Under et ophold i Paris i årene 1672 til 1676 kom Leibniz i kontakt med sin tids førende matematikere. Uden sikre teoretisk grundlag underviste man den gang i at summere uendelige følger og rækker. Leibniz fandt et kriterie til at bestemme konvergens for alternerende rækker (Leibniz-kriteriet). Den såkaldte Leibniz-række følger af Leibniz-kriteriet. Gennem geometriske betragtninger bestemte han grænseværdien for Leibniz-rækken til {\displaystyle {\dfrac {\pi }{4}}}.
Gennem rækkesummer kom Leibniz i 1675 frem til integral- og derfra til differentialregning. Han dokumenterede sine betragtninger i 1684 med en publikation i acta eruditorium. Efter nutidig målestok mht. førsteudgivelse (prioritet) burde han fremstå som egentlig skaber af infinitisimalregningen; denne tilgang til historien eftersom videnskabelig kommunikation dengang primært foregik mundtligt, gennem adgang til noter og gennem brevveksling. Blivende fortjeneste er dog især den til data stadig mest anvendte notation af differentialer (med bogstavet "d" fra latinsk differentia), differentialkvotienter ({\displaystyle {\operatorname {d} \!y \over \operatorname {d} \!x}}) og integraler ({\displaystyle \int \operatorname {d} x}; integraltegnet er en afledning af bogstavet S fra latinsk summa)